# 桑原将一
桑原 将一（くわばら しょういち、1969年1月21日 - ）は、愛媛県出身のプロゴルファー。

## 来歴
愛媛県立今治南高等学校出身。
15歳からゴルフを始め、1991年に22歳でプロテストに合格 。田中秀道と同期で、桑原は尾崎将司率いるジャンボ軍団の一員になる。
1993年にはポカリスエットオープンで3位タイ、NST新潟オープンで東聡と並んでの6位タイに入った。
1994年にはヨネックスオープン広島8位タイ、ブリヂストンオープンでは尾崎将司・小達敏昭と並んでの7位タイ、1995年にはNST新潟オープンでは杉田勇と並んでの7位タイに入った。
1996年には東建コーポレーションカップ9位タイ、フジサンケイクラシック・ヨネックスオープン広島3位タイ 、三菱ギャラン6位タイ、ジーン・サラゼン ジュンクラシック10位タイに入った。ゴルフダイジェストでは東聡と共に水巻善典の2位タイに追い込み、カシオワールドオープンでは3日目4番で倉本泰信と共にホールインワンを達成し、賞金ランク24位で念願のシード権を獲得。
1997年にはジャストシステムKSBオープン・ヨネックスオープン広島4位タイ 、つるやオープン・宇部興産オープン5位タイ 、JCBクラシック仙台7位タイに入った。サンコーグランドサマーでは最終日の出だしから3連続バーディでさらに2つ追加してアウトは32、イン入っても11番、15番も放り込んで65ペースとなり、上がりの18番で唯一のボギーを叩いたが、猛烈な追い上げでツアー初優勝。プロ7年目でのツアー初優勝で、試合後には大喜びでプールに飛び込んだ。その後もアコムインターナショナルで5位タイ、日本オープンで8位、日本シリーズで10位タイに入り、賞金ランク7位と一役トッププロの仲間入りを果たす。
1998年には東建コーポレーションカップ3位、キリンオープン・フジサンケイクラシック7位タイ に入ったが、日本オープン2日目に左手親指痛で棄権して以来、左手首腱鞘炎、首痛、1999年には開幕戦の東建コーポレーションカップで虫垂炎を発症。治った矢先のヨネックス広島オープンでは憩室炎で棄権し、その後は1週間の入院を余儀なくされたが、退院後の試合では3日目まで上位に顔を見せることも多くなった。
1999年の宇部興産オープンではスタート前から同組の鈴木亨に左手親指痛を訴えていたが、佐藤信人が腰痛で棄権していたため、鈴木ひとりを残してコースを去るわけにもいかなかった。痛みを押してハーフターンしたが、1番ミドルをボギーで終え、とうとう痛みに耐えきれなくなり棄権。
1999年のアイフルカップでは3日目の8番、530ヤードのロングホールで、残り235ヤードの第2打を、2番アイアンで4mに着けイーグルとするなど、1イーグル、4バーディ、2ボギーの69をマークし、首位に2打差の4位タイに着け、最終的には9位に入った。
2005年のアサヒ緑健よみうり・麻生飯塚メモリアルオープンを最後にレギュラーツアーから引退し、シニア転向後の2020年にはマルハンカップで篠崎紀夫・塚田好宣に次ぐと同時に藤田寛之・米山剛・河村雅之と並んでの3位タイに入った。
東京都板橋区のゴルフ練習場「中台ゴルフセンター」インストラクターを経て、現在は「Indoor Golf School BEAGLE」南砂町SUNAMO店プレミアムインストラクター。

## 主な優勝
- 1997年 - サンコーグランドサマー